# بزرگراه میان‌ایالتی ۸۲

نشان بزرگراه میان‌ایالتی ۸۲

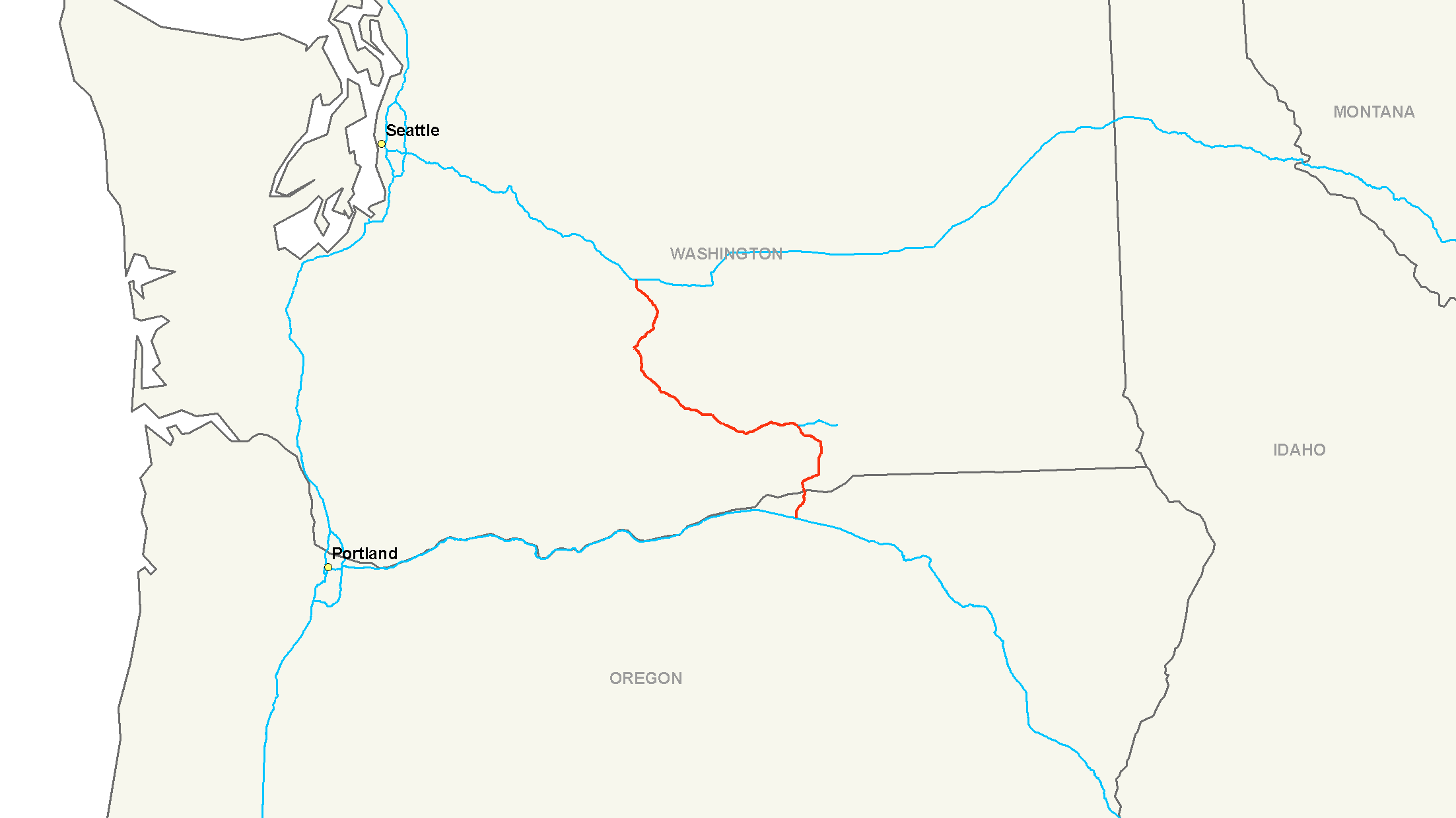
نقشه بزرگراه میان‌ایالتی ۸۲

بزرگراه میان ایالتی ۸۲ (به انگلیسی: Interstate-82، مخفف:I-82) یکی از بزرگراه‌های میان ایالتی آمریکاست؛ که مسیر شرقی-غربی داشته و زیرمجموعه دارد.